# Medetera glabra
Medetera glabra är en tvåvingeart som beskrevs av Negrobov, Vanschuytbroeck och Gritchanov 1981. Medetera glabra ingår i släktet Medetera och familjen styltflugor.
Artens utbredningsområde är Kongo. Inga underarter finns listade i Catalogue of Life.